# واين شو (لاعب كرة قدم كندية)
واين شو هو لاعب كرة قدم كندية كندي، ولد في 14 فبراير 1974 في وينيبيغ في كندا.